# 真相 (2000年英文兒童小說)
真相（英語：The Other Side of Truth）是一本關於奈及利亞難民申請庇護的兒童小說，作者為貝佛莉·奈杜，2000年由企鵝出版集團轄下的海雀出版發行。本書背景設定在1995年的秋季，當時奈及利亞在阿巴恰將軍的獨裁統治下，正在積極打壓新聞自由。一對奈及利亞土生土長的姊弟，他們的父親是一個仗義直言的新聞記者，也因此成為政府威脅的對象。在他們的母親被當權者誤殺身亡後，姊弟被迫立刻離開奈及利亞。他們被偷渡到倫敦但在到達英國後，他們馬上被丟包。這對姐弟必須自己面對英國的警察、社工、以及全新學校生活中的霸凌同學。奈杜當年獲得了由英國圖書學會所頒發的年度卡內基獎章，獲得英國公民認可為2001年度最佳童書。此書也獲得了2000年雀巢聰明銀牌獎（英語：NESTLE SMARTIES SILVER AWARD 2000）。

## 得獎
《真相》一書贏得大英藝術協會進展中作品獎。在此書出版後，則贏得了英國圖書館學會（CILIP）頒發的卡內基獎章年度最佳童書。英國圖書學會成員曾回顧此書「在作品中巧妙地融合了事實與虛構，讓人們對現實的議題留下深刻印象」又描述「一本重要的書籍，挑戰了『真相』本身的意義。」對於此書的寫作風格，圖書學會則以「扣人心弦、充滿張力而引人深思。」
《真相》也獲得了2000年的雀巢聰明書銀牌獎，之後獲得2002年国际儿童图书评议会評審推薦，以及同年的珍·亞當斯童書獎。